# Журавцеві
Журавцеві, геранієві (Geraniaceae) — родина квіткових рослин порядку геранієцвіті (Geraniales). Родина містить 7 родів і близько 750 видів, що поширені переважно в областях з помірним і субтропічним кліматом, особливо в Південній Африці; в Україні відомо три роди і 32 види.

## Опис

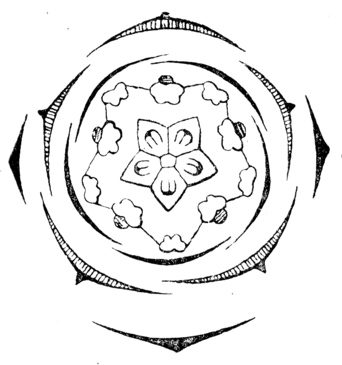
Квіткова діаграма герані лучної (Geranium pratense)

Це багаторічні і однорічні трав'янисті рослини, зрідка напівчагарники із дерев'янистими стеблами. Листки чергові, рідше супротивні, з прилистками, часто опадаючими і простими, звичайно пальчасто-розсіченими пластинками, іноді листки складні. Рослини опушені простими і залозистими волосками. Квітки поодинокі, у монохазіях або у цимозних суцвіттях, актиноморфні або зигоморфні (деякі пеларгонії), переважно п'ятичленні. Оцвітина подвійна. Чашечка роздільнолиста, залишається при плодах. Віночок роздільнопелюстковий, широко відкритий. Тичинок 10 (інколи 5 або 15), вони у двох колах. При основі тичинкових ниток внутрішнього кола є нектарники. Тичинкові при основі розширені, іноді зрослі.
Плід — коробочка з мерикарпіями, які відділяються від квітколожа знизу вверх. Насінина випадає з мерикарпію або опадає разом з ним.